# Ngoulemekong (Akonolinga)
Pour les articles homonymes, voir Ngoulemekong et Mekong.
Ngoulemekong est une localité du Cameroun, située dans l'arrondissement (commune) d'Akonolinga, le département du Nyong-et-Mfoumou et la région du Centre.

## Population
En 1961, Ngoulemekong comptait 122 habitants, principalement des Yengono. Lors du recensement de 2005, on y a dénombré 74 personnes.